# سلامة الليزر

رمز تحذير الليزر

السلامة من الإشعاع الليزري (بالإنجليزية: Laser radiation safety)‏ هي التصميم والاستخدام والتنفيذ الآمن لليزر لتقليل مخاطر حوادث الليزر، وخاصة تلك التي تنطوي على إصابات العين. وبما أن حتى كميات صغيرة نسبيًا من ضوء الليزر يمكن أن تؤدي إلى إصابات دائمة في العين، فإن بيع واستخدام الليزر يخضع عادةً للوائح الحكومية.
تعتبر أشعة الليزر المتوسطة والعالية الطاقة خطيرة بشكل محتمل لأنها يمكن أن تحرق شبكية العين، أو حتى الجلد. للتحكم في مخاطر الإصابة، تحدد المواصفات المختلفة، على سبيل المثال 21 قانون اللوائح الفيدرالية (CFR) الجزء 1040 في الولايات المتحدة و IEC 60825 دوليًا، "فئات" الليزر اعتمادًا على قوتها وطولها الموجي. تفرض هذه اللوائح على الشركات المصنعة تدابير السلامة المطلوبة، مثل وضع علامات تحذيرية محددة على أجهزة الليزر، وارتداء نظارات الوقاية من الليزر عند تشغيل أجهزة الليزر. توفر معايير الإجماع، مثل Z136 الخاصة بالمعهد الوطني الأمريكي للمعايير (ANSI)، للمستخدمين تدابير التحكم في مخاطر الليزر، بالإضافة إلى جداول مختلفة تساعد في حساب حدود التعرض الأقصى المسموح بها (MPE) وحدود التعرض التي يمكن الوصول إليها (AELs).
تعد التأثيرات الحرارية السبب الرئيسي لإصابة الإشعاع الليزري، ولكن التأثيرات الكيميائية الضوئية يمكن أن تكون أيضًا مثيرة للقلق بالنسبة لأطوال موجية محددة من الإشعاع الليزري. حتى أشعة الليزر ذات القوة المتوسطة قد تسبب إصابة للعين. يمكن لأشعة الليزر عالية الطاقة أن تحرق الجلد أيضًا. بعض أشعة الليزر قوية جدًا لدرجة أن الانعكاس المنتشر من السطح قد يشكل خطرًا على العين.

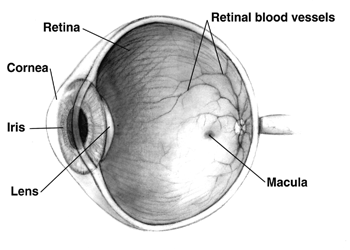
رسم تخطيطي للعين البشرية

يمكن أن يؤدي اتساق ضوء الليزر وزاوية تباعده المنخفضة، بمساعدة التركيز من عدسة العين، إلى تركيز إشعاع الليزر في بقعة صغيرة للغاية على شبكية العين. يمكن أن تؤدي زيادة مؤقتة في درجة الحرارة بمقدار +10 درجة مئوية (+18 درجة فهرنهايت) فقط إلى تدمير خلايا المستقبلات الضوئية في شبكية العين. إذا كان الليزر قويًا بدرجة كافية، فقد يحدث ضرر دائم في غضون جزء من الثانية، أي أسرع من غمضة عين. أشعة الليزر القوية بدرجة كافية في النطاق المرئي إلى نطاق الأشعة تحت الحمراء القريبة (400-1400 نانومتر) يمكن أن تخترق مقلة العين وقد تسبب تسخين الشبكية، بينما يتم امتصاص الإشعاع الليزري بأطوال موجية أقل من 400 نانومتر أو أكبر من 1400 نانومتر بشكل كبير من خلال القرنية والعدسة، مما يؤدي إلى تطور إعتام عدسة العين أو إصابات الحروق.
تعتبر أشعة الليزر تحت الحمراء خطيرة بشكل خاص، لأن استجابة الجسم الواقية للضوء الساطع، والتي يشار إليها أيضًا باسم "انعكاس الرمش"، يتم تشغيلها فقط بواسطة الضوء المرئي. على سبيل المثال، قد لا يشعر بعض الأشخاص المعرضين لأشعة الليزر (Nd:YAG) عالية الطاقة التي تصدر إشعاعًا غير مرئي بطول موجي 1064 نانومتر بالألم أو يلاحظوا الضرر الفوري على بصرهم. قد يكون صوت فرقعة أو نقرة صادرًا من مقلة العين هو الإشارة الوحيدة على حدوث ضرر شبكي، أي أن الشبكية تعرضت للتسخين إلى أكثر من 100 درجة مئوية (212 درجة فهرنهايت)، مما أدى إلى غليان موضعي متفجر مصحوبًا بظهور بإنشاء فوري لبقعة عمياء دائمة.

## آليات الضرر

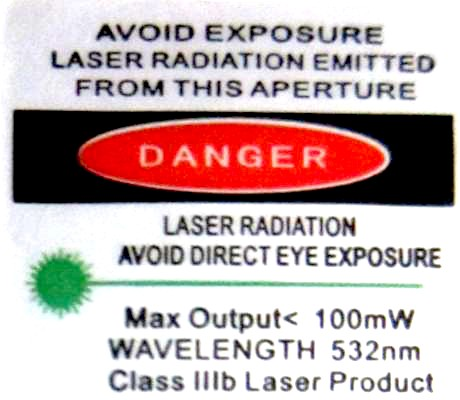
ملصق تحذير ليزر نموذجي من المعهد الأمريكي للمعايير الوطنية (ANSI)

يمكن أن تسبب أشعة الليزر تلفًا في الأنسجة البيولوجية، سواء للعين أو للجلد، بسبب العديد من الآليات. يحدث الضرر الحراري، أو الحرق، عندما يتم تسخين الأنسجة إلى النقطة التي يحدث فيها تغيير في طبيعة البروتينات. وهناك آلية أخرى وهي الضرر الضوئي الكيميائي، حيث يحفز الضوء تفاعلات كيميائية في الأنسجة. يحدث الضرر الضوئي الكيميائي في الغالب باستخدام الضوء ذي الموجة القصيرة (الأزرق والأشعة فوق البنفسجية) ويمكن أن يتراكم على مدار ساعات. يمكن أن تتسبب نبضات الليزر التي تكون أقصر من حوالي 1 ميكروثانية في ارتفاع سريع في درجة الحرارة، مما يؤدي إلى غليان الماء بشكل انفجاري. يمكن أن تتسبب موجة الصدمة الناتجة عن الانفجار في حدوث أضرار بعيدة نسبيًا عن نقطة التأثير. يمكن للنبضات فائقة القصر أيضًا أن تُظهر تركيزًا ذاتيًا في الأجزاء الشفافة من العين، مما يؤدي إلى زيادة احتمال الضرر مقارنة بالنبضات الأطول بنفس الطاقة. ثبت أن التأين الضوئي هو الآلية الرئيسية للضرر الإشعاعي عند استخدام ليزر التيتانيوم والياقوت.
تقوم العين بتركيز الضوء المرئي والأشعة تحت الحمراء القريبة على شبكية العين. يمكن تركيز شعاع الليزر على شبكية العين إلى شدة قد تصل إلى 200 ألف مرة أعلى من النقطة التي يدخل فيها شعاع الليزر إلى العين. يتم امتصاص معظم الضوء بواسطة صبغات الميلانين في الظهارة الصبغية الموجودة خلف المستقبلات الضوئية مباشرة، ويسبب حروقًا في شبكية العين. الضوء فوق البنفسجي بطول موجي أقل من 400 يميل نانومتر إلى أن يتم امتصاصه بواسطة العدسة و 300 نانومتر في القرنية، حيث يمكن أن يؤدي إلى إصابات عند قوى منخفضة نسبيًا بسبب الضرر الضوئي الكيميائي. يسبب الضوء تحت الأحمر بشكل رئيسي ضررًا حراريًا لشبكية العين عند الأطوال الموجية القريبة من الأشعة تحت الحمراء وللأجزاء الأمامية من العين عند الأطوال الموجية الأطول. يوضح الجدول أدناه ملخصًا للحالات الطبية المختلفة الناجمة عن أشعة الليزر بأطوال موجية مختلفة، باستثناء الإصابات الناجمة عن أشعة الليزر النبضية.
| مدى الطول الموجي                              | التأثير المرضي                                                          |
| --------------------------------------------- | ----------------------------------------------------------------------- |
| 180–315 نانومتر (UV-B ، UV-C)                 | التهاب القرنية الضوئي (التهاب القرنية، يعادل حروق الشمس)                |
| 315–400 نانومتر (UV-A)                        | إعتام عدسة العين الضوئي الكيميائي (تغيم عدسة العين)                     |
| 400–780 نانومتر (مرئي)                        | تلف ضوئي كيميائي في شبكية العين، حرق شبكي                               |
| 780–1400 نانومتر (الأشعة تحت الحمراء القريبة) | إعتام عدسة العين، حرق الشبكية                                           |
| 1.4–3.0 ميكرومتر (IR)                         | التوهج المائي (البروتين في الخلط المائي)، إعتام عدسة العين، حرق القرنية |
| 3.0 ميكرومتر-1 مم                             | حرق القرنية                                                             |

عادةً ما يكون الجلد أقل حساسية بكثير لضوء الليزر من العين، ولكن التعرض المفرط للأشعة فوق البنفسجية من أي مصدر (ليزر أو غير ليزر) يمكن أن يسبب تأثيرات قصيرة وطويلة المدى مماثلة لحروق الشمس، في حين أن الأطوال الموجية المرئية والأشعة تحت الحمراء ضارة بشكل أساسي بسبب الضرر الحراري.

## الليزر وسلامة الطيران
قام باحثو إدارة الطيران الفيدرالية (FAA) بتجميع قاعدة بيانات لأكثر من 400 حادثة تم الإبلاغ عنها وقعت بين عامي 1990 و2004 حيث أصيب الطيارون بالذعر أو تشتت انتباههم أو أصيبوا بالعمى المؤقت أو فقدوا اتجاههم بسبب التعرض لليزر. أدت هذه المعلومات إلى إجراء تحقيق في الكونغرس الأمريكي. قد يبدو التعرض لضوء الليزر المحمول في مثل هذه الظروف أمرًا بسيطًا نظرًا لقصر مدة التعرض والمسافات الكبيرة المعنية وانتشار الشعاع حتى عدة أمتار. ومع ذلك، فإن التعرض لأشعة الليزر قد يؤدي إلى خلق ظروف خطيرة مثل العمى الضوئي. إذا حدث هذا أثناء لحظة حرجة في تشغيل الطائرة، فقد تتعرض الطائرة للخطر. بالإضافة إلى ذلك، يمتلك ما يقرب من 18% إلى 35% من السكان السمة الوراثية السائدة، تُعرف بـ"العطاس الضوئي"، والتي تجعل الفرد المصاب يعاني من نوبة عطاس لا إرادية عند تعرضه لومضة مفاجئة من الضوء.

## الحد الأقصى للتعرض المسموح به

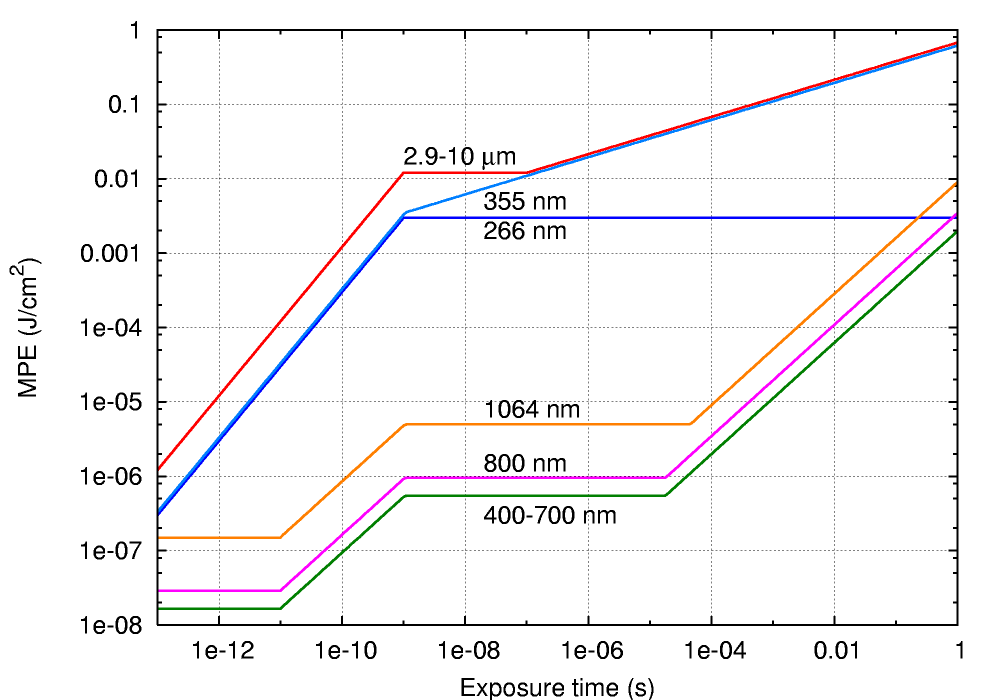
الحد الأقصى للتعرض المسموح به (MPE) عند القرنية لشعاع الليزر الموازي وفقًا لـ IEC 60825، ككثافة طاقة مقابل وقت التعرض لأطوال موجية مختلفة

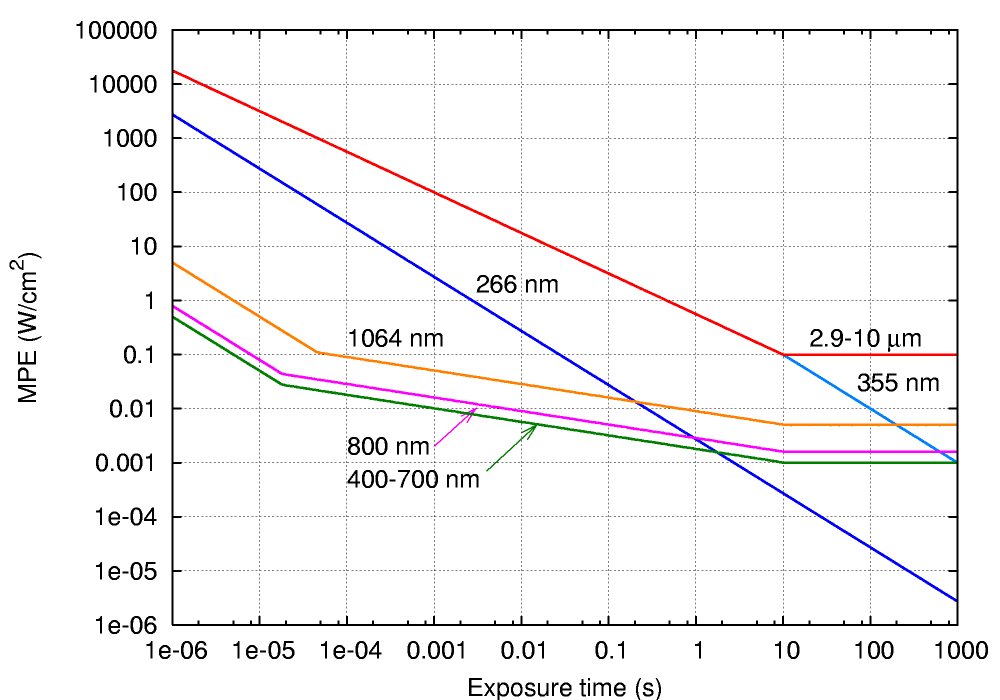
الحد الأقصى للتعرض المسموح به (MPE) ككثافة طاقة بالنسبة إلى مدة التعرض لأطوال موجية مختلفة

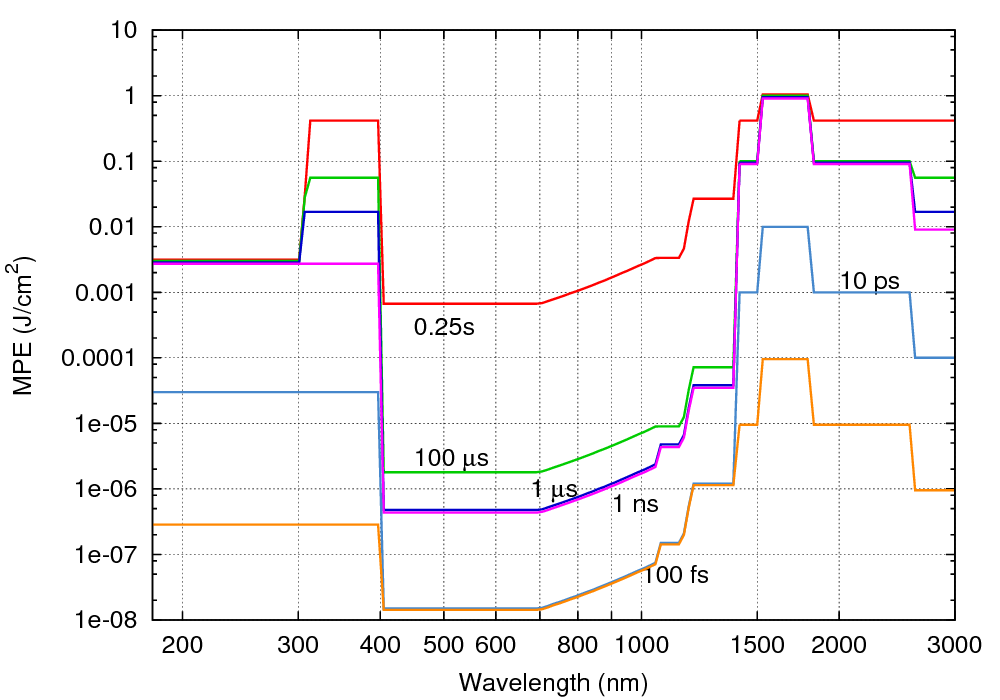
الحد الأقصى للتعرض المسموح به (MPE) ككثافة طاقة مقابل الطول الموجي لأوقات تعرض مختلفة (مدة النبضة)

الحد الأقصى للتعرض المسموح به (MPE) هو أعلى قدرة أو كثافة طاقة (بوحدة W/ cm2 أو J/ cm2) لمصدر ضوء يعتبر آمنًا، أي أن احتمالية إحداث الضرر ضئيلة. عادة ما يكون حوالي 10% من الجرعة التي لديها فرصة 50% للتسبب في الضرر في أسوأ الظروف. يتم قياس (MPE) عند قرنية العين البشرية أو عند الجلد، لطول موجي معين ووقت تعرض معين.
يأخذ حساب الحد الأقصى للتعرض للعين في الاعتبار الطرق المختلفة التي يمكن للضوء أن يؤثر بها على العين. على سبيل المثال، يسبب الضوء فوق البنفسجي العميق أضرارًا متراكمة، حتى عند القوى المنخفضة جدًا. الضوء تحت الأحمر بطول موجي أطول من حوالي 1400 يتم امتصاص النانومتر بواسطة الأجزاء الشفافة من العين قبل أن يصل إلى الشبكية، مما يعني أن (MPE) لهذه الأطوال الموجية أعلى من الضوء المرئي. بالإضافة إلى الطول الموجي ووقت التعرض، يأخذ (MPE) في الاعتبار التوزيع المكاني للضوء (من الليزر أو غير ذلك). تشكل أشعة الليزر الموجهة من الضوء المرئي والأشعة تحت الحمراء القريبة خطورة خاصة عند قوى منخفضة نسبيًا لأن العدسة تركز الضوء على بقعة صغيرة على شبكية العين. تؤدي مصادر الضوء ذات درجة الاتساق المكاني الأصغر من شعاع الليزر الموجه جيدًا، مثل مصابيح LED عالية الطاقة، إلى توزيع الضوء على مساحة أكبر على شبكية العين. بالنسبة لهذه المصادر، فإن (MPE) أعلى من تلك الخاصة بأشعة الليزر الموازية. في حساب (MPE) ، يتم افتراض أسوأ سيناريو، حيث تقوم عدسة العين بتركيز الضوء في أصغر حجم بقعة ممكن على شبكية العين لطول موجي معين وتكون الحدقة مفتوحة بالكامل. على الرغم من أن الحد الأقصى لقوة الإدراك البصري محدد على أنه القدرة أو الطاقة لكل وحدة سطح، فإنه يعتمد على القدرة أو الطاقة التي يمكن أن تمر عبر حدقة مفتوحة بالكامل (0.39 سم 2) للأطوال الموجية المرئية والأشعة تحت الحمراء القريبة. وهذا ينطبق على أشعة الليزر التي تمتلك مقطعًا عرضيًا أصغر من 0.39 سم². تتضمن معايير IEC-60825-1 وANSI Z136.1 معايير لحساب الحدود القصوى للتعرض (MPEs).

## القوانين واللوائح
في مختلف الولايات القضائية، تحدد هيئات المعايير والتشريعات واللوائح الحكومية فئات الليزر وفقًا للمخاطر المرتبطة بها، وتحدد تدابير السلامة المطلوبة للأشخاص الذين قد يتعرضون لتلك الليزر.
في المجموعة الاقتصادية الأوروبية، يتم تحديد متطلبات حماية العين في المعيار الأوروبي (EN 207) وشدات ضوء الليزر القصوى في (EN 60825). بالإضافة إلى ذلك، تحدد المجموعة الاقتصادية الأوروبية (EN 208) متطلبات النظارات الواقية للاستخدام أثناء محاذاة الشعاع. إنها تنقل جزءًا من ضوء الليزر، مما يسمح للمشغل برؤية مكان الشعاع، ولا توفر حماية كاملة ضد ضربة شعاع الليزر المباشرة.
في الولايات المتحدة، يتم تقديم الإرشادات المتعلقة باستخدام النظارات الواقية والعناصر الأخرى للاستخدام الآمن لليزر ضمن سلسلة معايير المعهد الوطني الأمريكي للمعايير (Z136). هذه المعايير الإجماعية مخصصة لمستخدمي الليزر، ويمكن شراء النسخ الكاملة مباشرة من المعهد الوطني الأمريكي للمعاييرأو الأمانة الرسمية للجنة المعايير المعتمدة (Z136) وناشر هذه السلسلة من معايير المعهد الوطني الأمريكي للمعايير، وهو معهد الليزر الأمريكي. فيما يلي المعايير:
- معهد المعايير الوطني الأمريكي (Z136.1) – الاستخدام الآمن لليزر

باعتبارها الوثيقة الأصلية لسلسلة (Z136) من معايير سلامة الليزر، فإن (Z136.1) هي الأساس لبرامج سلامة الليزر للصناعة والجيش والبحث والتطوير (المختبرات) والتعليم العالي (الجامعات).
- ANSI Z136.2 – الاستخدام الآمن لأنظمة الاتصالات بالألياف الضوئية باستخدام مصادر الصمام الثنائي الباعث للضوء LED) والليزر

توفر هذه المواصفة إرشادات للاستخدام الآمن والصيانة والخدمة وتركيب أنظمة الاتصالات البصرية التي تستخدم الثنائيات الليزرية أو الثنائيات الباعثة للضوء العاملة بأطوال موجية تتراوح بين 0.6 ميكرومتر و1 مم. تشمل أنظمة الاتصالات البصرية وصلات تعتمد على الألياف الضوئية من البداية إلى النهاية، أو وصلات ثابتة من نقطة إلى نقطة في الفضاء الحر الأرضي، أو مزيج من الاثنين.
- ANSI Z136.3 – الاستخدام الآمن لليزر في الرعاية الصحية

يقدم إرشادات للأفراد الذين يعملون مع فئة الطاقة العالية 3ب والصف 4 الليزر وأنظمة الليزر في الرعاية الصحية.
- ANSI Z136.4 – الممارسة الموصى بها لقياسات سلامة الليزر لتقييم المخاطر

يقدم إرشادات لإجراءات القياس اللازمة لتصنيف وتقييم مخاطر الإشعاع البصري.
- ANSI Z136.5 – الاستخدام الآمن لليزر في المؤسسات التعليمية

يتناول مخاوف السلامة المتعلقة بالليزر في البيئات التعليمية.
- ANSI Z136.6 – الاستخدام الآمن لليزر في الهواء الطلق

يقدم إرشادات حول الاستخدام الآمن لليزر في البيئة الخارجية، مثل البناء، والعروض/عروض أضواء الليزر، والبحث العلمي/الفلكي، والعسكري.
- ANSI Z136.7 – اختبار ووضع العلامات على معدات الحماية من الليزر

يقدم إرشادات معقولة ومناسبة حول طرق الاختبار والبروتوكولات المستخدمة لتوفير الحماية للعين من الليزر وأنظمة الليزر.
- ANSI Z136.8 – الاستخدام الآمن لليزر في البحث والتطوير والاختبار

يقدم إرشادات للاستخدام الآمن لليزر وأنظمة الليزر الموجودة في بيئات البحث والتطوير أو الاختبار، حيث قد تكون عناصر التحكم في السلامة الشائعة لليزر التجاري مفقودة أو معطلة.
- ANSI Z136.9 – الاستخدام الآمن لليزر في بيئات التصنيع

يهدف هذا المعيار إلى حماية الأفراد الذين قد يتعرضون لأشعة الليزر عند استخدام الليزر في بيئات التصنيع، ويتضمن سياسات وإجراءات لضمان سلامة الليزر في كل من الصناعات العامة والخاصة بالإضافة إلى تطوير المنتجات جنبًا إلى جنب مع الاختبار.
من خلال المادة الحادية والعشرون من قانون اللوائح الفيدرالية 1040، تنظم إدارة الغذاء والدواء الأمريكية منتجات الليزر التي تدخل التجارة من الفئة IIIb والفئة IV المعروضة للبيع في الولايات المتحدة أن تحتوي على خمس ميزات أمان قياسية: مفتاح تشغيل، وجهاز أمان للتوصيل، ومؤشر للطاقة، ومصراع الفتحة، وتأخير الانبعاث (عادة من ثانيتين إلى ثلاث ثوان). أما الليزرات المصنعة من قبل الشركات الأصلية (OEM) والتي صممت لتكون جزءًا من مكونات أخرى (مثل محركات أقراص DVD) فهي معفاة من هذا الشرط. قد لا تحتوي بعض الليزرات غير المحمولة على جهاز أمان للتوصيل أو تأخير الانبعاث، ولكنها قد تحتوي على زر إيقاف طارئ و/أو مفتاح تحكم عن بُعد.

## التصنيف

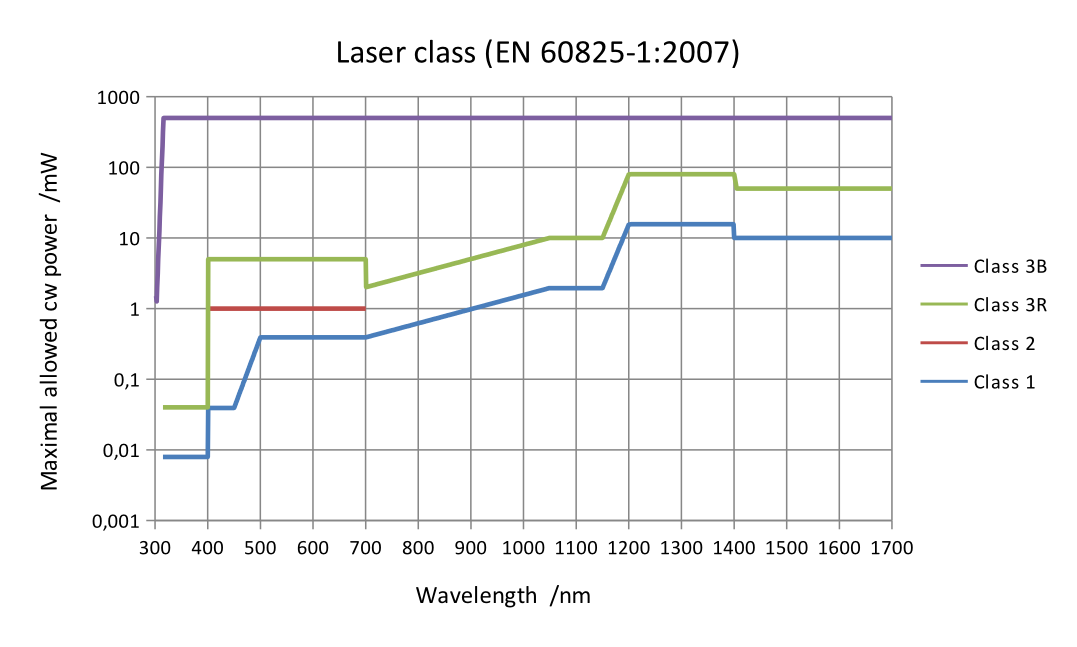
القوى القصوى المسموح بها للأشعة المستمرة (cw) لفئات الليزر 1 و 2 و 3R و 3B وفقًا للمعيار EN 60825-1:2007. يُلاحظ أن هذه القيم تنطبق فقط على مصادر الليزر الثابتة والنقطية (أي شعاع الليزر المصقول أو ضعيف التشتت).

تم تصنيف أجهزة الليزر منذ أوائل السبعينيات وفقًا لطول الموجة والطاقة إلى أربع فئات وبعض الفئات الفرعية. تحدد هذه التصنيفات قدرة الليزر على إحداث أضرار للأشخاص المعرضين له، بدءًا من الفئة 1 (لا تشكل خطرًا أثناء الاستخدام العادي) إلى الفئة 4 (خطر شديد على العيون والجلد). هناك نظامان للتصنيف: "النظام القديم" المستخدم قبل عام 2002، و"النظام المُعدل" الذي بدأ العمل به تدريجيًا منذ عام 2002. يعكس النظام المُعدل المعرفة الأكبر المكتسبة حول الليزر منذ إنشاء النظام الأصلي، ويسمح بالاعتراف ببعض أنواع الليزر على أنها ذات خطر أقل مما كان يُستنتج من تصنيفها الأصلي. يُعتبر النظام المُعدل جزءًا من معيار اللجنة الكهرتقنية الدولية (IEC) 60825 المُعدل. ومنذ عام 2007، تم تضمين النظام المُعدل أيضًا في معيار السلامة الأمريكي للّيزر ANSI Z136.1. كما أن وضع العلامات وفقًا للنظام المُعدل أصبح مقبولًا من قِبل إدارة الغذاء والدواء الأمريكية على المنتجات الليزرية المستوردة إلى الولايات المتحدة. يمكن التمييز بين النظامين من خلال استخدام الفئات 1M، 2M، و3R في النظام المُعدل فقط، والفئات 2A و3A في النظام القديم. في النظام القديم، كانت أرقام الفئات تُكتب بالأرقام الرومانية (I–IV) في الولايات المتحدة، بينما كانت تُكتب بالأرقام العربية (1–4) في الاتحاد الأوروبي. أما النظام المُعدل فيستخدم الأرقام العربية (1–4) في جميع المناطق.
يعتمد تصنيف الليزر على مفهوم حدود الانبعاث المسموح بها (AEL) التي تُحدد لكل فئة من فئات الليزر. عادةً ما تكون هذه الحدود عبارة عن أقصى طاقة (بوحدة الواط W) أو أقصى طاقة إشعاعية (بوحدة الجول J) يمكن إصدارها ضمن نطاق محدد من الأطوال الموجية وزمن التعرض، وتمر عبر فتحة محددة عند مسافة معينة. بالنسبة للأطوال الموجية تحت الحمراء التي تتجاوز 4 ميكرومتر، يتم تحديدها كحد أقصى لكثافة الطاقة (بوحدة W/m²). يتحمل المصنع مسؤولية تصنيف الليزر بشكل صحيح وتزويده بملصقات تحذيرية وإجراءات سلامة مناسبة وفقًا للوائح. تشمل إجراءات السلامة المستخدمة مع أجهزة الليزر الأكثر قوة تشغيلًا بمفتاح تحكم، وأضواء تحذيرية تشير إلى انبعاث الضوء الليزري، ومثبط للشعاع أو موهن، بالإضافة إلى توصيل كهربائي يمكن للمستخدم ربطه بزر إيقاف طارئ أو قفل أمان.

## روابط خارجية
- New York State Certified Laser Safety Officer
- Laser safety fact sheet (University of Kentucky)
- US Dept of the Navy Laser Safety website
- OSHA Technical Manual Section III, Chapter 6, Laser Safety
- Laser safety resources (Vanderbilt Environmental Health & Safety)
- OSHA Web Page on Laser Hazards
- "ANSI Z136 Standards: The Foundation of a Successful Laser Safety Program". Laser Institute of America. مؤرشف من الأصل في 2013-07-24. اطلع عليه بتاريخ 2012-03-22.
- "The Truth About Lasers in Skin Care". Health And Wellness For Women. 31 ديسمبر 2010. مؤرشف من الأصل في 2013-08-10.